# 1299 Mertona
1299 Mertona è un asteroide della fascia principale. Scoperto nel 1934, presenta un'orbita caratterizzata da un semiasse maggiore pari a 2,8021413 UA e da un'eccentricità di 0,1878451, inclinata di 7,86979° rispetto all'eclittica.
Il suo nome è dedicato all'astronomo britannico Gerald Merton.